# RKKY 상호작용
RKKY는 Ruderman-Kittel-Kasuya-Yosida의 약자로 RKKY 상호작용은 금속에서 핵자기모멘트 또는 국소적 d, f껍질 전자의 스핀이 전도 전자의 스핀과 상호작용하는 방법이다.
RKKY 상호작용은 원래  M. A. 루더만과 키텔에 의해 자연상태의 은에서 발견되는 비정상적으로 광범위한 핵스핀공명을 설명하기 위해 제안되었다.
{\displaystyle H(\mathbf {R} _{ij})={\frac {\mathbf {I} _{i}\cdot \mathbf {I} _{j}}{4}}{\frac {\left|\Delta k_{m}k_{m}\right|^{2}m^{*}}{(2\pi )^{3}R_{ij}^{4}\hbar ^{2}}}\left[2k_{m}R_{ij}\cos(2k_{m}R_{ij})-\sin(2k_{m}R_{ij})\right]}

## 참고 문헌
- M.A. Ruderman and C. Kittel, Phys. Rev. 96, 99 (1954).
- T. Kasuya, Prog. Theor. Phys. 16, 45 (1956).
- K. Yosida, Phys. Rev. 106, 893 (1957).
- J. H. Van Vleck. Reviews of Modern Physics 34, 681-686 (1962).
- A. Blandin and J. Friedel, J. phys. rad. 20, page 160-168 (1959)
- Quantum Theory of Solids, 2ed. pp 360-366, C. Kittel, Wiley 1987